# Gang van Gartner

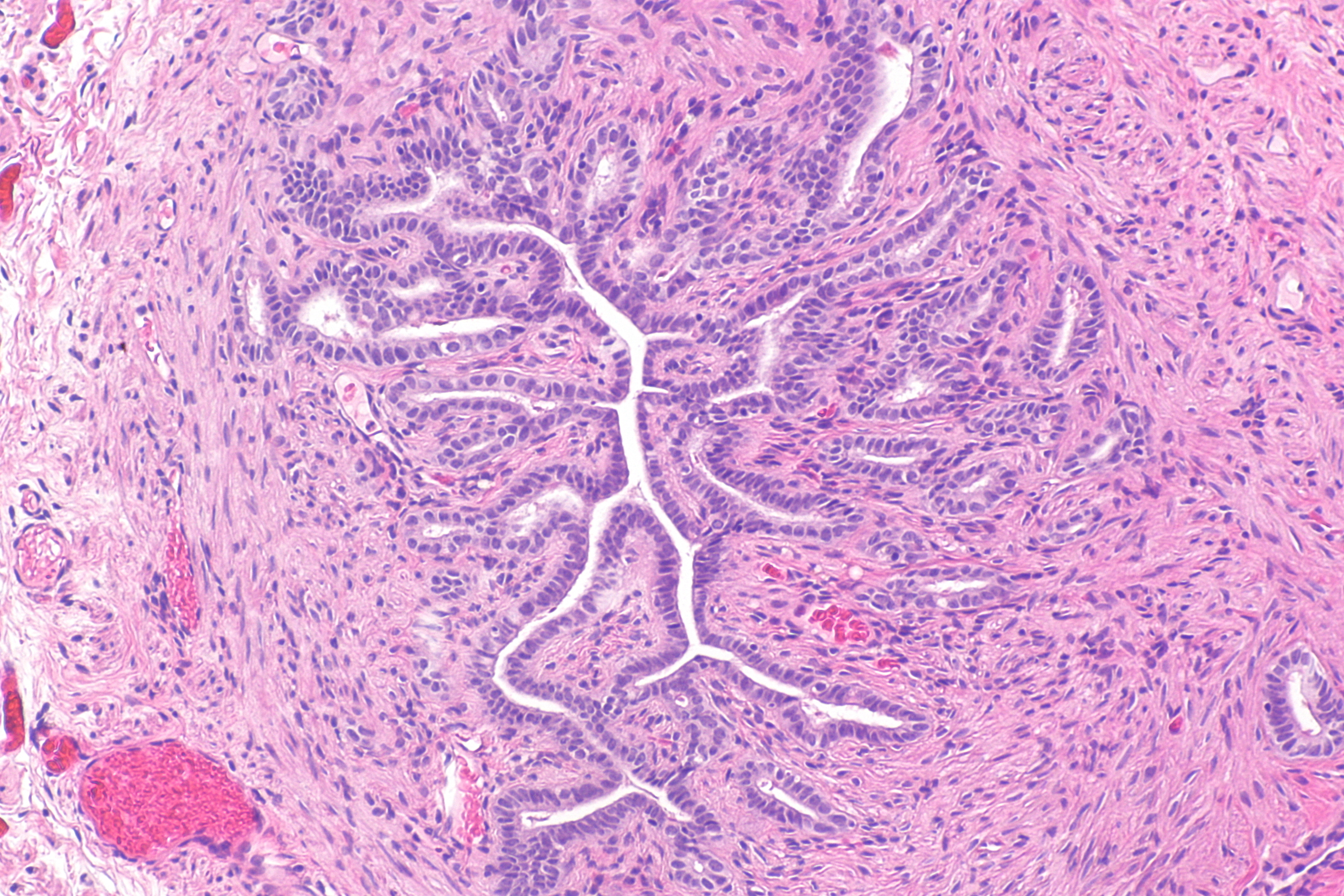
Gang van Gartner

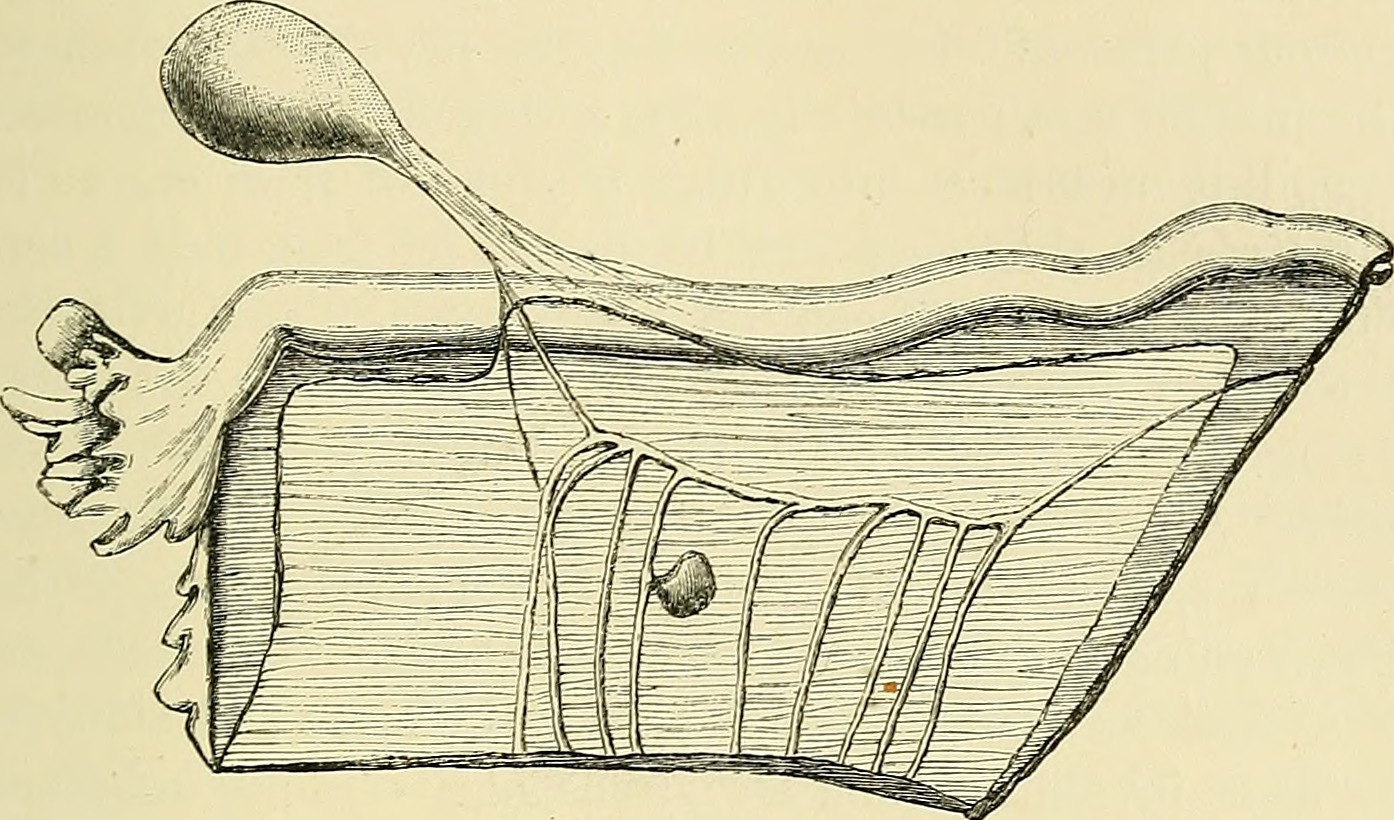
De brede moederband met de gang van Gartner met een cyste.

De gang van Gartner (ductus longitudinalis epoophori) is een gepaard, embryologisch overblijfsel tijdens de ontwikkeling van de gangen van Wolff bij de vorming van het urinewegstelsel en de voortplantingsorganen. Het werd ontdekt en beschreven in 1822 door Hermann Treschow Gartner.
Als de gangen van Gartner voorkomen dan liggen ze aan de zijkanten in de brede moederbanden (ligamentum latum uteri) van de baarmoeder, de baarmoederhals en het bovenste deel van de vagina.
Tijdens de embryologische ontwikkeling verdwijnen de gangen van Wolff meestal helemaal. Maar ongeveer 25% van de volwassen vrouwen heeft overblijfselen van deze gangen, de gangen van Gartner. In sommige zeldzame gevallen kunnen cysten in deze gangen ontstaan.
De homoloog van de gang van Gartner zijn bij de man de gepaarde bijballen, zaadleiders, ejaculatiekanalen en zaadblaasjes.